# John Carradine
Pour les autres membres de la famille, voir Famille Carradine.
John Carradine [ d͡ʒɑn ˈkɛɹədiːn], né le 5 février 1906 à Greenwich Village (New York, États-Unis) et mort le 27 novembre 1988 à Milan (Italie), est un acteur américain. Il est considéré comme un des acteurs les plus prolifiques de l'histoire du cinéma américain.

## Biographie
John Carradine débute à la scène en 1925, puis à Broadway en 1927. Il devient directeur de sa propre troupe en 1942-1943, il se spécialise dans les rôles shakespeariens. Pendant les années 1940, il connaît une activité théâtrale importante (Broadway et tournées). Il joue à Broadway en 1962 dans Enter Laughing et, en 1964, dans A Funny Thing Happened….
Il a joué dans plus de 350 films, et plus de 500 si on compte ses apparitions à la télévision.

### Vie privée
Il est le père des acteurs David (1936-2009), Keith (1949) et Robert Carradine (1954).

## Filmographie

### Cinéma

#### Années 1930
- 1930 : Bright Lights de Walt Disney : un reporter
- 1930 : Tol'able David de John G. Blystone : Buzzard Hatburn
- 1931 : Heaven on Earth (en) de Russell Mack : Chicken Sam
- 1932 : Forgotten Commandments (en) de Louis J. Gasnier et William Schorr : Orateur
- 1932 : Le Signe de la croix (The Sign of the Cross) de Cecil B. DeMille
- 1933 : La Déchéance de miss Drake (The Story of Temple Drake) de Stephen Roberts
- 1933 : Gloire éphémère (Morning Glory) de Lowell Sherman
- 1933 :  La Loi de Lynch de Cecil B. DeMille
- 1933 :  To the Last Man de Henry Hathaway : Pete Garon
- 1933 :  L'Homme invisible (The Invisible Man) de James Whale
- 1934 : The Meanest Gal in Town (en) de Russell Mack
- 1934 : Le Chat noir (The Black Cat) d'Edgar Georg Ulmer
- 1934 : Cléopâtre (Cleopatra) de Cecil B. DeMille
- 1935 : Le Conquérant des Indes (Clive of India) de Richard Boleslawski : un employé
- 1935 : Transient Lady (en) d'Edward Buzzell : Ren Baxter
- 1935 : Les Misérables de Richard Boleslawski : Enjolras
- 1935 : Cardinal Richelieu de Rowland V. Lee : Agitateur
- 1935 : La Fiancée de Frankenstein (Bride of Frankenstein) de James Whale : un chasseur
- 1935 : Alias Mary Dow (en) de Kurt Neumann : Griffe, l'homme ivre au nightclub
- 1935 : She Gets Her Man de William Nigh
- 1935 : Les Croisades (The Crusades) de Cecil B. DeMille : voix de Léopold d'Autriche
- 1935 : Bad Boy de John G. Blystone : joueur de saxophone
- 1935 : L'Homme qui fait sauter la banque (The Man Who Broke the Bank at Monte Carlo) de Stephen Roberts : joueur au Casino
- 1936 : Transatlantic Follies (Anything Goes) de Lewis Milestone : Maître de Ballet
- 1936 : Je n'ai pas tué Lincoln (The Prisoner of Shark Island) de John Ford : Sergent Rankin
- 1936 : Message à Garcia (A Message to Garcia) de George Marshall : voix de William McKinley
- 1936 : Sous deux drapeaux (Under two flags) de Frank Lloyd : Cafard
- 1936 : Half Angel (en) de Sidney Lanfield : voix au Sanatorium
- 1936 : White Fang de David Butler : Beauty Smith
- 1936 : Marie Stuart (Mary of Scotland) de John Ford : David Rizzio
- 1936 : Ramona de Henry King : Jim Farrar
- 1936 : Fossettes (Dimples) de William A. Seiter : Richards, un escroc
- 1936 : Le Jardin d'Allah (The Garden of Allah) de Richard Boleslawski
- 1936 : Daniel Boone de David Howard : Simon Girty
- 1936 : Sous les ponts de New York (Winterset) d'Alfred Santell : Bartolomeo Romagna
- 1936 : Laughing at Trouble (en) de Frank R. Strayer : Shérif-député Alec Brady
- 1937 : Nancy Steele a disparu (Nancy Steele Is Missing!) de George Marshall : Harry Wilkins
- 1937 : Capitaines courageux (Captains Courageous) de Victor Fleming : Long Jack
- 1937 : Sa dernière chance (This Is My Affair) William Seiter : Ed
- 1937 : Aventure en Espagne (Love Under Fire) de George Marshall : Capitaine Delmar
- 1937 : Charmante Famille (Danger-Love at Work) d'Otto Preminger : Herbert Pemberton
- 1937 : Nuits d'Arabie (Ali Baba Goes to Town) de David Butler : Ishak / Broderick
- 1937 : Hurricane de John Ford : Warden
- 1937 : Le Dernier Gangster (The Last Gangster) d'Edward Ludwig : Caspar
- 1937 : Le Serment de M. Moto (Thank You, M. Moto) de Norman Foster : Periera
- 1938 : International Settlement (en) d'Eugene Forde  : Murdock
- 1938 : Of Human Hearts de Clarence Brown : Président Abraham Lincoln
- 1938 : Quatre Hommes et une prière (Four Men and a Prayer) de John Ford : Général Adolfo Arturo Sebastian
- 1938 : Les Pirates du micro (Kentucky Moonshine) de David Butler : Reef Hatfield
- 1938 : La Folle Parade (Alexander's Ragtime Band) de Henry King : chauffeur de taxi
- 1938 : Le Proscrit (Kidnapped) d'Alfred L. Werker : Gordon
- 1938 : Pour un million (I'll Give a Million) de Walter Lang : Kopelpeck
- 1938 : L'Île des angoisses (Gateway) d'Alfred L. Werker : le leadeur des réfugiés
- 1938 : Patrouille en mer (Submarine Patrol) de John Ford : McAllison
- 1939 : Le Brigand bien-aimé (Jesse James), de Henry King : Bob Ford
- 1939 : Mr. Moto's Last Warning de Norman Foster : Danforth / Richard Burke
- 1939 : La Chevauchée fantastique (Stagecoach) de John Ford : Hatfield
- 1939 : Les Trois Louf'quetaires (en) (The Three Musketeers) d'Allan Dwan : Naveau
- 1939 : Le Chien des Baskerville (The Hound of the Baskervilles) de Sidney Lanfield : Barman
- 1939 : Capitaine Furie (Captain Fury) de Hal Roach : Coughy
- 1939 : Quels seront les cinq ? (Five Came Back), de John Farrow : M. Crimp
- 1939 : L'Aigle des frontières (Frontier Marshal) d'Allan Dwan : Ben Carter
- 1939 : Sur la piste des Mohawks (Drums Along the Mohawk) de John Ford : Caldwell

#### Années 1940
- 1940 : Les Raisins de la colère (The Grapes of Wrath) de John Ford : Casy
- 1940 : Le Retour de Frank James (The Return of Frank James) de Fritz Lang : Bob Ford
- 1940 : L'Odyssée des Mormons (Brigham Young) de Henry Hathaway : Porter Rockwell
- 1940 : La Roulotte rouge (Chad Hanna) de Henry King : Bisbee
- 1941 : Les Pionniers de la Western Union (Western Union) de Fritz Lang : Doc Murdoch
- 1941 : Arènes sanglantes (Blood and Sand) de Rouben Mamoulian : Nacional
- 1941 : Chasse à l'homme (Man Hunt) de Fritz Lang : M. Jones
- 1941 : L'Étang tragique (Swamp Water) de Jean Renoir : Jesse Wick
- 1942 : Le Chevalier de la vengeance (Son of Fury: The Story of Benjamin Blake) de John Cromwell : Caleb Green
- 1942 : Whispering Ghosts (en) d'Alfred L. Werker : Norbert
- 1942 : Northwest Rangers (en) de Joseph M. Newman : Martin Caswell
- 1942 : Quelque part en France (Reunion in France) de Jules Dassin : Ulrich Windler, chef de la Gestapo à Paris
- 1943 : La Kermesse des gangsters (I Escaped from the Gestapo) d'Alexander Hall : Martin, agent de la Gestapo
- 1943 : La Femme gorille (Captive Wild Woman) d'Edward Dmytryk : Dr Sigmund Walters
- 1943 : Hitler's Madman de Douglas Sirk : Reinhardt Heydrich
- 1943 : Silver Spurs (en) de Joseph Kane : Lucky Miller
- 1943 : L'Île des péchés oubliés (Isle of Forgotten Sins) d'Edgar Georg Ulmer : Mike Clancy
- 1943 : Revenge of the Zombies (en) de Steve Sekely : Dr Max Heinrich von Altermann
- 1943 : Gangway for Tomorrow (en) de John H. Auer : Wellington
- 1944 : L'Esprit diabolique (Voodoo Man) de William Beaudine : Toby
- 1944 : Les Aventures de Mark Twain (The Adventures of Mark Twain) d'Irving Rapper : Bret Harte
- 1944 : The Black Parachute (en) de Lew Landers : Général von Bodenbach
- 1944 : La Vengeance de l'homme invisible de Ford Beebe : Dr Peter Drury
- 1944 : Waterfront de Steve Sekely : Victor Marlow
- 1944 : Le Fantôme de la Momie (The Mummy's Ghost) de Reginald Le Borg : Yousef Bey
- 1944 : Return of the Ape Man (en) de Phil Rosen : Professeur John Gilmore
- 1944 : Barbary Coast Gent (en) de Roy Del Ruth : Duke Cleat
- 1944 : Barbe bleue (Bluebeard) d'Edgar Georg Ulmer : Gaston Morrell
- 1944 : Alaska (en) de George Archainbaud : Reagan
- 1944 : La Maison de Frankenstein (House of Frankenstein) de Erle C. Kenton : Dracula
- 1945 : La Cinquième Chaise (en) (It's in the Bag!) de Richard Wallace : Jefferson T. Pike
- 1945 : Crime passionnel (Fallen angel) d'Otto Preminger : Professeur Madley
- 1945 : Le Capitaine Kidd (Captain Kidd), de Rowland V. Lee  : Orange Povey
- 1945 : La Maison de Dracula (House of Dracula), d'Erle C. Kenton : Comte Dracula (ou Baron Latos)
- 1946 : The Face of Marble (en) de William Beaudine : Dr Charles Randolph
- 1946 : Down Missouri Way (en) de Josef Berne (en) : Thorndyke 'Thorny' P. Dunning
- 1947 : Bel-Ami (The Private Affairs of Bel Ami) d'Albert Lewin : Charles Forestier
- 1949 : C-Man (en) de Joseph Lerner : Doc Spencer

#### Années 1950
- 1954 : Female Jungle (en) de Bruno VeSota : Claude Almstead
- 1954 : La Grande Nuit de Casanova (Casanova's Big Night) de Norman Z. McLeod : Foressi
- 1954 : Johnny Guitare (Johnny Guitar) de Nicholas Ray : le vieux Tom
- 1954 : L'Égyptien (The Egyptian) de Michael Curtiz : pilleur de tombes
- 1954 : Thunder Pass (en) de Frank McDonald : Bergstrom
- 1955 : Le juge Thorne fait sa loi (Stranger on Horseback) de Jacques Tourneur : Colonel Streeter
- 1955 : L'Homme du Kentucky (The Kentuckian) de Burt Lancaster : Fletcher
- 1955 : Desert Sands (en) de Lesley Selander : Jala
- 1956 : Le Bouffon du roi (The Court Jester) de Melvin Frank et Norman Panama : Giacomo
- 1956 : Hidden Guns (en) d'Albert C. Gannaway (en) : Snipe Harding
- 1956 : Les monstres se révoltent (The Black Sleep) de Reginald Le Borg : Bohemund
- 1956 : Les Dix Commandements (The Ten Commandments), de Cecil B. DeMille : Aaron
- 1956 : Le Tour du monde en quatre-vingts jours (Around the World in Eighty Days) de Michael Anderson : Colonel Proctor Stamp
- 1957 : The Incredible Petrified World (en) de Jerry Warren (en) : Prof. Millard Wyman
- 1957 : Jesse James, le brigand bien-aimé (The True story of Jesse James), de Nicholas Ray : Révérend Jethro Bailey
- 1957 : The Unearthly de Boris Petroff : Dr Charles Conway
- 1957 : L'Histoire de l'humanité (The Story of Mankind) d'Irwin Allen : Khéops / un maréchal-ferrant
- 1957 : Hell Ship Mutiny de Lee Sholem et Elmo Williams : Malone
- 1958 : Confessions d'un tueur (Showdown at BootHill) de Gene Fowler Jr. : Doc Weber
- 1958 : Le Fier Rebelle (The Proud Rebel) de Michael Curtiz : représentant de commerce
- 1958 : Half Human (en) d'Ishirō Honda : Dr John Rayburn
- 1958 : La Dernière Fanfare (The Last Hurrah) de John Ford : Amos Force
- 1959 : The Cosmic Man de Herbert S. Greene : l'homme cosmique
- 1959 : Invisible Invaders (en) d'Edward L. Cahn : Dr Karol Noymann
- 1959 : Rymdinvasion i Lappland (en) de 	Virgil W. Vogel : narrateur
- 1959 : The Oregon Trail de Gene Fowler Jr. : Zachariah Garrison

#### Années 1960
- 1960 : Les Aventuriers du fleuve (The Adventures of Huckleberry Finn), de Michael Curtiz : preneur d'esclaves
- 1960 : Tarzan le magnifique de Robert Day : Abel Banton
- 1960 : Sex Kittens Go to College (en) d'Albert Zugsmith (en) : Professeur Watts
- 1962 : L'Homme qui tua Liberty Valance (The Man Who Shot Liberty Valance) de John Ford : Major Cassius Starbuckle
- 1964 : Curse of the Stone Hand (en) de Jerry Warren (en) : le vieil ivrogne
- 1964 : Jerry souffre-douleur (The Patsy) de Jerry Lewis : Bruce Alden
- 1964 : Les Cheyennes (Cheyenne Autumn) de John Ford : Jeff Blair
- 1965 : The Wizard of Mars (en) de David L. Hewitt (en) : The Wizard of Mars
- 1965 : House of the Black Death (en) de Harold Daniels (en) et Jerry Warren (en) : André Dessard
- 1966 : The Emperor's New Clothes d'Alan Taylor : Roi Luvimself
- 1966 : Billy le Kid contre Dracula de William Beaudine : Comte Dracula
- 1966 : Frankenstein et les Faux-monnayeurs (Munster, Go Home) d'Earl Bellamy : Cruikshank
- 1966 : Night Train to Mundo Fine (en) de Coleman Francis : M. Wilson
- 1967 : Dr. Terror's Gallery of Horrors (en) de David L. Hewitt (en) : narrateur / Tristram Halbin
- 1967 : Hillbillys in a Haunted House (en) de Jean Yarbrough : Dr Himmel
- 1967 : The Hostage (en) de Russell Doughten (en) : Otis P. Lovelace
- 1968 : They Ran for Their Lives de John Payne et Oliver Drake : Laslow
- 1968 : The Astro-Zombies de Ted V. Mikels : Dr DeMarco
- 1968 : Autopsia de un fantasma d'Ismael Rodríguez : Satan
- 1969 : The Mummy and the Curse of the Jackals d'Oliver Drake : Professeur Cummings
- 1969 : Pacto diabólico de Jaime Salvador : Dr Halbeck
- 1969 : Las Vampiras de Federico Curiel : Comte Dracula
- 1969 : Filles et Show-business (The Trouble with Girls) de Peter Tewksbury : M. Drewcolt
- 1969 : Blood of Dracula's Castle (en) d'Al Adamson : George, le majordome
- 1969 : Un homme fait la loi (The Good Guys and the Bad Guys) de Burt Kennedy : conducteur du train
- 1969 : Enigma de muerte de Federico Curiel : Docteur fou / Nazi
- 1969 : La Señora Muerte de Jaime Salvador : Dr Favel

#### Années 1970
- 1970 : Hell's Bloody Devils (en) : commerçant
- 1970 : Blood of the Iron Maiden : Dr Goolie
- 1970 : Les monstres de la planète des singes (Horror of the Blood Monsters) d'Al Adamson : Dr Rynning
- 1970 : Le rescapé de la vallée de la mort (en) (Five Bloody Graves) d'Al Adamson : Boone Hawkins
- 1970 : Myra Breckinridge de Michael Sarne (en) : chirurgien
- 1970 : The McMasters : prédicateur
- 1970 : Bigfoot : Jasper B. Hawks
- 1971 : Cain's Cutthroats : prédicateur Simms
- 1971 : Beast of the Yellow Night
- 1971 : Honey Britches : le juge de l'enfer
- 1971 : Blood Legacy : Christopher Dean
- 1971 : Shinbone Alley : Tyrone T. Tattersall (voix)
- 1971 : The Seven Minutes : Sean O'Flanagan
- 1972 : Shadow House
- 1972 : Blood of Ghastly Horror (en)  d'Al Adamson : Dr Vanard
- 1972 : Bertha Boxcar (Boxcar Bertha) : H. Buckram Sartoris
- 1972 : Portnoy et son complexe (Portnoy's Complaint) : Juge (voix)
- 1972 : Richard : chirurgien plastique
- 1972 : Tout ce que vous avez toujours voulu savoir sur le sexe sans jamais oser le demander (Everything You Always Wanted to Know About Sex * But Were Afraid to Ask) : Dr Bernardo
- 1973 : The Gatling Gun : Révérend Harper
- 1973 : Terror in the Wax Museum : Claude Dupree
- 1973 : Bad Charleston Charlie : reporter alcoolique
- 1973 : Superchick : Igor Smith
- 1973 : Hex : vieux tireur
- 1974 : The House of Seven Corpses : Edgar Price
- 1974 : Silent Night, Bloody Night : Charlie Towman
- 1974 : Moonchild : le marcheur
- 1974 : Frankenstein Junior (Young Frankenstein) : Beaufort Frankenstein (voix)
- 1975 : Mary, Mary, Bloody Mary : père de Mary
- 1976 : Won Ton Ton, le chien qui sauva Hollywood (Won Ton Ton, the Dog Who Saved Hollywood) de Michael Winner  : un ivrogne
- 1976 : Le Dernier des géants (The Shootist) : Hezekiah Beckum (fossoyeur)
- 1976 : Ordure de flic : Dr Smith
- 1976 : Le Dernier Nabab (The Last Tycoon) : guide touristique
- 1977 : The Lady and the Lynchings
- 1977 : Crash! (en) : Dr Edwards
- 1977 : La Sentinelle des maudits (The Sentinel) : Fr. Francis Matthew Halloran
- 1977 : Le Bison blanc (The White Buffalo) : Amos Briggs (fossoyeur)
- 1977 : Satan's Cheerleaders : le clochard
- 1977 : Le Commando des morts-vivants (Shock Waves) : Capitaine
- 1977 : The Mouse and His Child : le vagabond (voix)
- 1977 : Golden Rendezvous : Fairweather
- 1978 : Missile X - Geheimauftrag Neutronenbombe : Nikolayeff
- 1978 : Docteur Dracula (Doctor Dracula) : Radcliff
- 1978 : Bikini commando (Sunset Cove) d'Al Adamson : Juge Winslow
- 1978 : Vampire Hookers : John Peter Richmond
- 1978 : The Bees : Dr Sigmund Hummel
- 1979 : Monster : Prêtre
- 1979 : Nocturna : Dracula

#### Années 1980
- 1980 : Le Club des monstres (The Monster Club) : R.Chetwynd-Hayes, écrivain
- 1980 : The Boogeyman : Dr Warren
- 1981 : Frankenstein Island : Apparition du Dr Frankenstein
- 1981 : Hurlements (The Howling) : Erle Kenton
- 1981 : Retour vers le cauchemar (The Nesting) : Colonel Lebrun / narrateur
- 1982 : The Vals : M. Stanton
- 1982 : L'Épouvantail de mort (The Scarecrow) : Hubert Salter
- 1982 : Satan's Mistress : Père Stratten
- 1982 : Brisby et le Secret de NIMH (The Secret of NIMH) : le grand hibou (voix)
- 1983 : Le Manoir de la peur (House of the Long Shadows) de Pete Walker : Lord Grisbane
- 1984 : Les Guerriers des étoiles (The Ice Pirates) : commandant suprême
- 1985 : Evils of the Night : Dr Kozmar
- 1986 : Revenge (vidéo) : Sénateur Bradford
- 1986 : Peggy Sue s'est mariée (Peggy Sue Got Married) de Francis Ford Coppola : Leo
- 1986 : The Tomb : M. Andoheb
- 1987 : Evil Spawn : Dr Zeitman
- 1987 : Monster in the Closet de Bob Dahlin : vieux Joe Shempter
- 1988 : Prison Ship : la Justice

#### Années 1990
- 1990 : L'Emmuré vivant (Buried Alive) de Gérard Kikoïne : Jacob

### Télévision
- 1947 : A Christmas Carol : Ebenezer Scrooge
- 1952 : Thunderbolt the Wondercolt (série) : Thundercolt (voix)
- 1952 : My Friend Irma (série) : M. Corday (1953-1954)
- 1955 : Les Aventures de Huckleberry Finn : le Duc
- 1960 : Thriller
- 1960 :  The Twilight Zone The Howling Man (S2E05) : Père Jérôme
- 1960 : Au nom de la loi saison 2 épisode 23 (Le gang Bender) : Amos McKenna
- 1969 : Daughter of the Mind : M. Bosc
- 1970 : Le Terrible Secret (en) (Crowhaven Farm) de Walter Grauman : Nate Cheever
- 1972 : Decisions! Decisions! : le contrôleur du train
- 1973 : The Night Strangler (en) : Llewellyn Crossbinder
- 1973 : The Cat Creature : Hotel clerk
- 1974 : The Lady's Not for Burning : vieux Skips
- 1975 : Stowaway to the Moon (en) : Jacob Avril
- 1976 : Death at Love House : Conan Carroll
- 1976 : Captains and the Kings (feuilleton) : Père Hale
- 1977 : Tail Gunner Joe de Jud Taylor (téléfilm) : fermier du Wisconsin
- 1977 : Christmas Miracle in Caufield, U.S.A. : Papy
- 1978 : Greatest Heroes of the Bible (feuilleton) : Roi David
- 1978 : Starsky et Hutch (série) : Le Professeur
- 1979 : The Seekers : Avery Mills
- 1981 : Goliath Awaits : Ronald Bentley
- 1983 : A Rose for Emily : Colonel Sartoris
- 1983 : Antoine et Cléopâtre (Antony and Cleopatra) : le devin

## Anecdote
Ses traits ont servi de modèle au dessinateur Morris dans la création du personnage de Scat Thumbs dans l'album de bande dessinée La Diligence (1968), épisode de Lucky Luke scénarisé par René Goscinny.